# Stellan Nilsson
Stellan Nilsson (Lund, 1922. május 22. – 2003. május 27.) svéd válogatott labdarúgó.

## Pályafutása

### Klubcsapatban
1942 és 1950 között a Malmö FF, 1950 és 1952 között az olasz Genoa, 1952 és 1954 között a francia Angers, 1954-ben az Olympique Marseille, 1954–55-ben ismét az Angers labdarúgója volt. A Malmővel három-három bajnoki címet és svédkupagyőzelmet ért el.

### A válogatottban
1943 és 1950 között 17 alkalommal szerepelt a svéd válogatottban és négy gólt szerzett. Az 1948-as londoni olimpián aranyérmet szerzett a csapattal. Tagja volt az 1950-es brazíliaivilágbajnokságon részt vevő együttesnek.

## Sikerei, díjai
Svédország
- Olimpiai játékok
  - aranyérmes: 1948, London

 Malmö FF
- Svéd bajnokság
  - bajnok (3): 1943–44, 1948–49, 1949–50
- Svéd kupa
  - győztes (3): 1944, 1946, 1947